# Дрозд, Алевтина Ивановна
Дрозд Алевтина Ивановна (род. 12 марта 1917, Азей, Российская империя — 23 февраля 1996, Херсон, Украина) — русская  писательница, детская поэтесса, педагог.

## Биография
Дрозд Алевтина Ивановна родилась 12 июня 1917 года в Восточно-Сибирском крае на железнодорожной станции Азея (ныне Иркутская область РФ), в семье железнодорожника. Оставшись без родителей, воспитывалась в интернате для сирот. В 1936 году окончила Красноярский педагогический техникум. Вышла замуж и переехала в Москву. Работала диспетчером на Московском заводе. В 1941 году в связи с войной эвакуировалась в Казань. До 1943 года работала на оборонном заводе в Казани. В первый послевоенный год занимала должность начальника пионерского лагеря в Подмосковье. Там же Алевтина Дрозд впервые знакомится с Сергеем Михалковым, который и благословил поэтессу на занятие литературным творчеством. Позже он писал письма писательнице, в которых одобрял её жизнерадостные образные стихи. Впоследствии, Алевтина Ивановна свои педагогические знания и опыт использовала при раскрытии детской психологии в своих произведениях. В 1949 году переехала в Херсон, где её муж К. С. Посилин возглавил коллектив завода им. Коминтерна. Сама же писательница тоже работала на судостроительном заводе. Молодая поэтесса, в своих стихах, написанных в это время, стремилась показать работу судостроителей. Об этом свидетельствует её поэма для детей « Пассажирский теплоход», в которой Алевтина Ивановна раскрыла перед юными читателями, знание судостроительного дела. В 1952 году Алевтина Дрозд поступила в Херсонский педагогический институт, успешно окончила его в 1956 году. Умерла Алевтина Ивановна Дрозд 23 февраля 1996 года. Похоронена в Херсоне.

## Творчество
- У днепровских синих вод: Для мл. шк. возраста (1952)
- На выставке: Книжка-картинка (1954)
- Наш Днепр: [Стихи для мл. шк. возраста] (1957)
- День рождения: [Стихи для мл.] (1958)
- Про томатный сок: [ Поэма] (1960)
- Рабочие руки золотые: [Очерк] (1960)
- У нас в городе: Стихи: Для мл. шк. возраста (1962)
- Ребятам дружным о крае южном: Стихи: Для мл. шк. возраста (1973)
- О заводах, о Днепре-любопытной детворе: Стихи: Для мл. шк. возраста (1981)
- Стоит каштан в осенней позолоте: Стихи (1987)
- У меня братишка есть: Стихи Для мл. шк. Возраста (1987)
- Появился в доме внук: Стихотворения Для дошкольного и мл. шк. возраста (1997)